# Ariane 5
O foguete Ariane 5 foi um lançador descartável designado a colocar satélites artificiais em órbitas geoestacionárias e de enviar cargas para órbitas de baixa altitude.
O foguete era construído pela Airbus Defence and Space sob a supervisão da Agência Espacial Europeia (ESA) e da Centre National d'Études Spatiales (CNES). Os foguetes eram operados e comercializados pela Arianespace como parte do programa Ariane. A Airbus Defence and Space constrói os foguetes na Europa e a Arianespace os lança ao espaço na base de Kourou na Guiana Francesa. O foguete Ariane 5 teve sua produção encerrada em maio de 2023, sendo substituído pelo seu sucessor, denominado Ariane 6, que manteve a mesma concepção do projeto de foguete descartável, porém com grande redução nos custos de material e de produção, com foco na competitividade.
Ele podia transportar dois satélites a cada voo usando o transportador Sylda. Dependendo do tamanho, podem ser transportados até três satélites. Ou ainda oito pequenas sondas espaciais podem ser lançadas caso seja utilizada a plataforma ASAP (Ariane Structure for Auxiliary Payloads).
Em 24 de agosto de 2016, o Ariane 5 realizou sua 73ª missão bem sucedida consecutiva desde 2003, com o lançamento dos satélites Intelsat 33e e Intelsat 36.
O foguete Ariane 5 foi o responsável por levar ao espaço o Telescópio Espacial James Webb, em missão bem sucedida, no dia 25 de Dezembro de 2021. A precisão do lançamento foi excepcional, garantindo ao telescópio uma sobrevida maior, devido a menor necessidade de queima de combustível para posicioná-lo em orbita. 

## Foguete Ariane 5 genérico
- Nome oficial do foguete: Ariane 5G (G=Genérico)
- Altura do foguete¹: acima de 52 m
- Diâmetro: acima de 5,4 m
- Peso quando do lançamento²: 746 toneladas
- Massa útil lançada ao espaço³: 6 toneladas em órbita GTO ou 9,5 toneladas em órbita SSO

¹ Depende da configuração do estágio superior
² Duplo lançamento
³ Duplo lançamento, massa da nave espacial mais o seu adaptador
GTO = Geosynchronous Transfer Orbit (580 km x 35 786 km x 7°)
SSO = Sun Synchronous Orbit (800 km x 800 km x 98,6°)
O foguete Ariane 5 fez seu primeiro voo com sucesso em um lançamento de 30 de outubro de 1997. Sua primeira carga lançada foi em dezembro de 1999 quando lançou um satélite da ESA, a sonda X-ray Multi-Mirror (XMM).
Todas as versões do foguete Ariane 5 eram compostas por um núcleo foguete central de propelente líquido que recebe dois foguetes de propelente sólido lateralmente.
Todos os foguetes Ariane 5 eram lançados na base de Kourou na Guiana Francesa.

## Versões
| Versão | Descrição |
| ------ | --- |
| G      | A versão original era apelidada de Ariane 5 G (genérico) e tinha uma massa de lançamento de 737 toneladas. Sua capacidade de carga útil à órbita de transferência geoestacionária (GTO) foi de 6 900 kg (15 000 lb) para um único satélite ou 6 100 kg (13 000 lb) para lançamentos duplos. Ele voou 17 vezes com uma falha e duas falhas parciais. |
| G+     | O Ariane 5 G+ teve uma melhoria na segunda etapa EPS, com uma capacidade de GTO de 7 100 kg (16 000 lb) para uma única carga útil ou 6 300 kg (14 000 lb) para os duas. Ele voou três vezes em 2004, sem falhas. |
| GS     | No momento da falha do primeiro voo Ariane 5 ECA, em 2002, todos os Ariane 5 na produção eram versões do ECA. Alguns dos núcleos ECA foram modificados para usar os volumes originais do motor e do tanque Vulcain, enquanto o fracasso foi investigado; estes veículos foram designados para o Ariane 5 GS. O GS utiliza propulsores EAP aprimorados da variante ECA e EPS melhoradas da variante G +, mas o aumento da massa do núcleo ECA modificado em relação ao núcleo G+ e G resultaram numa rápida redução de capacidade de carga útil. O Ariane 5 GS podia carregar uma única carga de 6 600 kg (15 000 lb), ou uma dupla carga de 5 800 kg (13 000 lb) GTO. O Ariane 5 GS voou 6 vezes de 2005 a 2009 sem falhas. |
| ECA    | O Ariane 5 ECA (Evolution Cryotechnique type A) voou pela primeira vez com sucesso em 2005 e usa no seu primeiro estágio um motor Vulcain 2 com um expansor mais longo e mais eficiente e uma melhor relação em massa de propelente. Essa nova proporção exigiu modificações no comprimento dos tanques de primeiro estágio. O segundo estágio EPS foi substituído pelo ESC-A (Etage Supérieur cryogénique-A), que tem um peso seco de 2 100 kg (4 600 lb) e é alimentado por um motor HM-7B capaz de queimar 14 000 kg (31 000 lb) do propelente criogênico. O ESC-A usa um tanque de oxigênio líquido com a mesma estrutura reduzida do H10, terceiro estágio do Ariane 4, acoplado a um novo tanque de hidrogênio líquido. Além disso, as tripas de reforço EAP tornaram-se mais leves por meio de novas soldas e puderam transportar mais propelente. O Ariane 5 ECA tem uma capacidade de lançamento GTO de 9 100 kg (20 000 lb) para cargas duplas ou 9 600 kg (21 000 lb) para uma única carga. |
| ES     | Os variantes ES (Evolution Storable) tem uma capacidade de lançamento LEO estimada em 21 000 kg (46 000 lb). Ele inclui todas as melhorias do núcleo ECA e dos propulsores de desempenho da Ariane 5, mas substitui o segundo-estágio ESC-A pelos EPS reinicializáveis utilizados pela Ariane 5 de variante GS. Foi usado para colocar em órbita o Veículo de Transferência Automatizado (ATV) em uma órbita circular baixa, a 260 km de altitude, inclinada em 51,6°, e será usado para lançar quatro satélites de navegação Galileo de uma só vez diretamente em sua órbita operacional. |
| ME     | O variante ME (Mid-life Evolution) esteve em desenvolvimento até o fim de 2014. O último conselho da ESA de dezembro de 2014 cortou financiamentos do foguete Ariane 5 ME em detrimento do desenvolvimento do novo foguete Ariane 6. |

### Lista de missões passadas
| Data e Hora (UTC) | Vôo (Vol) | Configuração | Número de Série | Carga                                             | Resultado     | #  |
| ----------------- | --------- | ------------ | --------------- | ------------------------------------------------- | ------------- | -- |
| 1996-06-04 12:34  | V-88      | 5 G          | 501             | Cluster                                           | Falhou        | 1  |
| 1997-10-30 13:43  | V-101     | 5 G          | 502             | MaqSat-H, TEAMSAT, MaqSat-B, YES                  | Falha parcial | 2  |
| 1998-10-21 16:37  | V-112     | 5 G          | 503             | MaqSat 3, ARD                                     | Sucesso       | 3  |
| 1999-12-10 14:32  | V-119     | 5 G          | 504             | XMM-Newton                                        | Sucesso       | 4  |
| 2000-03-21 23:28  | V-128     | 5 G          | 505             | INSAT-3B, AsiaStar                                | Sucesso       | 5  |
| 2000-09-14 22:54  | V-130     | 5 G          | 506             | Astra 2B, GE-7                                    | Sucesso       | 6  |
| 2000-11-16 01:07  | V-135     | 5 G          | 507             | PAS-1R, Amsat P3D, STRV 1C, STRV 1D               | Sucesso       | 7  |
| 2000-12-20 00:26  | V-138     | 5 G          | 508             | Astra 2D, GE-8, LDREX                             | Sucesso       | 8  |
| 2001-03-08 22:51  | V-140     | 5 G          | 509             | Eutelsat 28A, BSAT-2a                             | Sucesso       | 9  |
| 2001-07-12 21:58  | V-142     | 5 G          | 510             | Artemis, BSAT-2b                                  | Falha parcial | 10 |
| 2002-03-01 01:08  | V-145     | 5 G          | 511             | Envisat                                           | Sucesso       | 11 |
| 2002-07-05 23:22  | V-153     | 5 G          | 512             | Stellat 5, N-Star c                               | Sucesso       | 12 |
| 2002-08-28 22:45  | V-155     | 5 G          | 513             | Atlantic Bird 1, Meteosat 8                       | Sucesso       | 13 |
| 2002-12-11 22:21  | V-157     | 5 ECA        | 517             | Hot Bird 7, Stentor                               | Falhou        | 14 |
| 2003-04-09 22:52  | V-160     | 5 G          | 514             | INSAT-3A, Galaxy 12                               | Sucesso       | 15 |
| 2003-06-11 22:38  | V-161     | 5 G          | 515             | Optus and Defence C1, BSAT-2c                     | Sucesso       | 16 |
| 2003-09-27 23:14  | V-162     | 5 G          | 516             | INSAT-3E, eBird 1, SMART-1                        | Sucesso       | 17 |
| 2004-03-02 07:17  | V-158     | 5 G+         | 518             | Rosetta                                           | Sucesso       | 18 |
| 2004-07-18 00:44  | V-163     | 5 G+         | 519             | Anik F2                                           | Sucesso       | 19 |
| 2004-12-18 16:26  | V-165     | 5 G+         | 520             | Helios 2A, Essaim 1, 2, 3, 4, PARASOL, Nanosat 01 | Sucesso       | 20 |
| 2005-02-12 21:03  | V-164     | 5 ECA        | 521             | XTAR-EUR, Maqsat-B2, Sloshsat                     | Sucesso       | 21 |
| 2005-08-11 08:20  | V-166     | 5 GS         | 523             | Thaicom 4                                         | Sucesso       | 22 |
| 2005-10-13 22:32  | V-168     | 5 GS         | 524             | Syracuse 3A, Galaxy 15                            | Sucesso       | 23 |
| 2005-11-16 23:46  | V-167     | 5 ECA        | 522             | Spaceway F2, TELKOM-2                             | Sucesso       | 24 |
| 2005-12-21 22:33  | V-169     | 5 GS         | 525             | INSAT-4A, Meteosat 9                              | Sucesso       | 25 |
| 2006-03-11 22:33  | V-170     | 5 ECA        | 527             | Spainsat, Hot Bird 7A                             | Sucesso       | 26 |
| 2006-05-27 21:09  | V-171     | 5 ECA        | 529             | Satmex 6, Thaicom 5                               | Sucesso       | 27 |
| 2006-08-11 22:15  | V-172     | 5 ECA        | 531             | JCSAT-10, Syracuse 3B                             | Sucesso       | 28 |
| 2006-10-13 20:56  | V-173     | 5 ECA        | 533             | DirecTV-9S, Optus D1, LDREX-2                     | Sucesso       | 29 |
| 2006-12-08 22:08  | V-174     | 5 ECA        | 534             | WildBlue 1, AMC-18                                | Sucesso       | 30 |
| 2007-03-11 22:03  | V-175     | 5 ECA        | 535             | Skynet 5A, INSAT-4B                               | Sucesso       | 31 |
| 2007-05-04 22:29  | V-176     | 5 ECA        | 536             | Astra 1L, Galaxy 17                               | Sucesso       | 32 |
| 2007-08-14 23:44  | V-177     | 5 ECA        | 537             | Spaceway-3, BSAT-3A                               | Sucesso       | 33 |
| 2007-10-05 22:02  | V-178     | 5 GS         | 526             | Intelsat 11, Optus D2                             | Sucesso       | 34 |
| 2007-11-14 22:06  | V-179     | 5 ECA        | 538             | Skynet 5B, StarOne C1                             | Sucesso       | 35 |
| 2007-12-21 21:42  | V-180     | 5 GS         | 530             | RASCOM-QAF 1, Horizons-2                          | Sucesso       | 36 |
| 2008-03-09 04:03  | V-181     | 5 ES         | 528             | ATV-1 "Jules Verne"                               | Sucesso       | 37 |
| 2008-04-18 22:17  | V-182     | 5 ECA        | 539             | StarOne C2, Vinasat-1                             | Sucesso       | 38 |
| 2008-06-12 22:05  | V-183     | 5 ECA        | 540             | Turksat 3A, Skynet 5C                             | Sucesso       | 39 |
| 2008-07-07 21:47  | V-184     | 5 ECA        | 541             | Badr-6, ProtoStar I                               | Sucesso       | 40 |
| 2008-08-14 20:44  | V-185     | 5 ECA        | 542             | AMC-21, Superbird 7                               | Sucesso       | 41 |
| 2008-12-20 22:35  | V-186     | 5 ECA        | 543             | Eutelsat W2M, Hot Bird 9                          | Sucesso       | 42 |
| 2009-02-12 22:09  | V-187     | 5 ECA        | 545             | Hot Bird 10, NSS-9, Spirale A, Spirale B          | Sucesso       | 43 |
| 2009-05-14 13:12  | V-188     | 5 ECA        | 546             | Herschel, Planck                                  | Sucesso       | 44 |
| 2009-07-01 17:52  | V-189     | 5 ECA        | 547             | TerreStar-1                                       | Sucesso       | 45 |
| 2009-08-21 22:09  | V-190     | 5 ECA        | 548             | JCSAT-12, Optus D3                                | Sucesso       | 46 |
| 2009-10-01 21:59  | V-191     | 5 ECA        | 549             | Amazonas 2, COMSATBw-1                            | Sucesso       | 47 |
| 2009-10-29 20:00  | V-192     | 5 ECA        | 550             | NSS-12, Thor 6                                    | Sucesso       | 48 |
| 2009-12-18 16:26  | V-193     | 5 GS         | 532             | Helios 2B                                         | Sucesso       | 49 |
| 2010-05-21 22:01  | V-194     | 5 ECA        | 551             | Astra 3B, COMSATBw-2                              | Sucesso       | 50 |
| 2010-06-26 21:41  | V-195     | 5 ECA        | 552             | Arabsat-5A, COMS-1                                | Sucesso       | 51 |
| 2010-08-04 20:59  | V-196     | 5 ECA        | 554             | Nilesat 201, RASCOM-QAF 1R                        | Sucesso       | 52 |
| 2010-10-28 21:51  | V-197     | 5 ECA        | 555             | Eutelsat W3B, BSAT-3b                             | Sucesso       | 53 |
| 2010-11-26 18:39  | V-198     | 5 ECA        | 556             | Intelsat 17, HYLAS 1                              | Sucesso       | 54 |
| 2010-12-29 21:27  | V-199     | 5 ECA        | 557             | Koreasat 6, HispaSat-1E                           | Sucesso       | 55 |
| 2011-02-16 21:51  | V-200     | 5 ES         | 544             | ATV-2 "Johannes Kepler"                           | Sucesso       | 56 |
| 2011-04-22 21:37  | VA-201    | 5 ECA        | 558             | Yahsat 1A, Intelsat 28                            | Sucesso       | 57 |
| 2011-05-20 20:38  | VA-202    | 5 ECA        | 559             | ST-2, GSAT-8                                      | Sucesso       | 58 |
| 2011-08-06 22:52  | VA-203    | 5 ECA        | 560             | Astra 1N, BSAT 3c                                 | Sucesso       | 59 |
| 2011-09-21 21:38  | VA-204    | 5 ECA        | 561             | Arabsat 5C, SES-2                                 | Sucesso       | 60 |
| 2012-03-23 04:34  | VA-205    | 5 ES         | 553             | ATV-3 "Edoardo Amaldi"                            | Sucesso       | 61 |
| 2012-05-15 22:13  | VA-206    | 5 ECA        | 562             | JCSAT-13, Vinasat-2                               | Sucesso       | 62 |
| 2012-07-05 21:36  | VA-207    | 5 ECA        | 563             | EchoStar XVII, MSG-3                              | Sucesso       | 63 |
| 2012-08-02 20:54  | VA-208    | 5 ECA        | 564             | INTELSAT 20, HYLAS 2                              | Sucesso       | 64 |
| 2012-09-28 21:18  | VA-209    | 5 ECA        | 565             | Astra 2F, GSAT-10                                 | Sucesso       | 65 |
| 2012-11-10 21:05  | VA-210    | 5 ECA        | 566             | Eutelsat 21B, StarOne C3                          | Sucesso       | 66 |
| 2012-12-19 21:49  | VA-211    | 5 ECA        | 567             | Skynet 5D, MEXSAT-3                               | Sucesso       | 67 |
| 2013-02-07 21:36  | VA-212    | 5 ECA        | 568             | Amazonas-3, Azerspace-1/Africasat-1a              | Sucesso       | 68 |
| 2013-06-05 21:52  | VA-213    | 5 ES         | 592             | ATV-4 "Albert Einstein"                           | Sucesso       | 69 |
| 2013-07-25 19:54  | VA-214    | 5 ECA        | 569             | Alphasat I-XL, INSAT-3D                           | Sucesso       | 70 |
| 2013-08-29 20:30  | VA-215    | 5 ECA        | 570             | Eutelsat 25B / Es'hail 1, GSAT-7                  | Sucesso       | 71 |
| 2014-02-06 21:30  | VA-217    | 5 ECA        | 572             | ABS-2, Athena-Fidus                               | Sucesso       | 72 |
| 2014-03-22 22:04  | VA-216    | 5 ECA        | 571             | Astra 5B, Amazonas 4A                             | Sucesso       | 73 |
| 2014-07-29 23:47  | VA-219    | 5 ES         | 593             | ATV-5 "Georges Lemaître"                          | Sucesso       | 74 |
| 2014-09-11 22:05  | VA-218    | 5 ECA        | 573             | MEASAT 3b, Optus 10                               | Sucesso       | 75 |
| 2014-10-16 21:43  | VA-220    | 5 ECA        | 574             | Intelsat 30, ARSAT-1                              | Sucesso       | 76 |
| 2014-12-06 20:40  | VA-221    | 5 ECA        | 575             | DirecTV-14, GSAT-16                               | Sucesso       | 77 |
| 2015-04-26 20:00  | VA-222    | 5 ECA        | 576             | Thor 7, SICRAL-2                                  | Sucesso       | 78 |
| 2015-05-27 21:16  | VA-223    | 5 ECA        | 577             | DirecTV-15, Sky Mexico 1                          | Sucesso       | 79 |
| 2015-07-15 21:42  | VA-224    | 5 ECA        | 578             | StarOne C4, MSG-4                                 | Sucesso       | 80 |
| 2015-08-20 20:34  | VA-225    | 5 ECA        | 579             | Eutelsat 8 West B, Intelsat 34                    | Sucesso       | 81 |
| 2015-09-30 20:30  | VA-226    | 5 ECA        | 580             | Sky Muster, ARSAT-2                               | Sucesso       | 82 |
| 2015-11-10 21:34  | VA-227    | 5 ECA        | 581             | Arabsat 6B, GSAT-15                               | Sucesso       | 83 |
| 2016-01-27 23:20  | VA-228    | 5 ECA        | 583             | Intelsat 29e                                      | Sucesso       | 84 |
| 2016-03-09 05:20  | VA-229    | 5 ECA        | 582             | Eutelsat 65 West A                                | Sucesso       | 85 |
| 2016-06-18 21:38  | VA-230    | 5 ECA        | 584             | EchoStar 18, BRIsat                               | Sucesso       | 86 |
| 2016-08-24 22:16  | VA-232    | 5 ECA        | 586             | Intelsat 33e, Intelsat 36                         | Sucesso       | 87 |
| 2016-10-05 20:30  | VA-231    | 5 ECA        | 585             | Sky Muster II, GSAT-18                            | Sucesso       | 88 |
| 2016-11-17 13:06  | VA-233    | 5 ES         | 594             | Galileo FOC M6                                    | Sucesso       | 89 |
| 2016-12-21 20:30  | VA-234    | 5 ECA        | 587             | Star One D1, JCSAT-15                             | Sucesso       | 90 |
| 2017-02-14 21:39  | VA-235    | 5 ECA        | 588             | Sky Brasil 1, Telkom-3S                           | Sucesso       | 91 |